# Walter Hiesel
Walter Hiesel (* 13. März 1944 in Wien) ist ein ehemaliger österreichischer Fußballspieler. Er wurde mit FK Austria Wien 1967 ÖFB-Cupsieger.

## Karriere
Walter Hiesel gab als Mittelfeldspieler in der Saison 1962/63 sein Debüt in der A-Liga für die Vienna. Er spielte damals an der Seite von Karl Koller, wurde aber auch zeitweise in den Angriff vorgezogen. Mit den Döblingern platzierte sich Walter Hiesel meist im Mittelfeld der Liga, nach guten Leistungen kam er selbst am 11. Oktober 1964 zu einem Einsatz in der österreichischen Nationalmannschaft bei einem 1:0-Erfolg gegen die Sowjetunion. 1966 wurde Walter Hiesel von der Wiener Austria abgeworben.
Bei den Veilchen erlebte er seine sportlich erfolgreichste Zeit. Hier kam er an der Seite von Robert Sara oder Alfons Dirnberger im Mittelfeld zu Einsätzen, beziehungsweise spielte mit Thomas Parits, Johann Buzek, Johann Geyer, Ernst Fiala und Josef Hickersberger im Angriff. Neben zwei dritten Plätzen in der Meisterschaft konnte 1967 gegen den LASK der ÖFB-Cup gewonnen werden. Walter Hiesel hatte dabei zuvor im Semifinale den einzigen Treffer beim prestigeträchtigen Duell mit Rapid erzielt. Zudem kam er bei einem 2:1 gegen die Niederlande noch zu einem zweiten Länderspieleinsatz.
Nach zwei Jahren bei der Austria wechselte Walter Hiesel zum Grazer AK. Trotz der prominenten Mitspieler Heinz Schilcher und Josef Stering reichte es nur zu einem zehnten Platz, sodass der Mittelfeldspieler bereits 1969 zurück nach Wien zur Vienna ging. Bis zur Rückkehr in die Steiermark sollte es aber nur ein Jahr dauern, mit dem WSV Donawitz stieg Walter Hiesel auch prompt 1971 in die Nationalliga auf. Als DSV Alpine und mit Größen wie Peter Pumm, Helmut Siber, Hans Pirkner, Helmut Redl und Adi Knoll konnte sich der Verein mühelos etablieren. Letztlich kam aber 1974 als Tabellensechster bei 17 Teams reformbedingt der Zwangsabstieg, womit auch Walter Hiesel seine Profi-Karriere beendete.

## Erfolge
- 1 × Österreichischer Cupsieger: 1967
- 1 × Österreichischer Zweitligameister: 1971 (Regionalliga Mitte)
- 2 Spiele für die österreichische Fußballnationalmannschaft 1964 und 1966

| Personendaten    | Personendaten                   |
| ---------------- | ------------------------------- |
| NAME             | Hiesel, Walter                  |
| KURZBESCHREIBUNG | österreichischer Fußballspieler |
| GEBURTSDATUM     | 13. März 1944                   |
| GEBURTSORT       | Wien                            |